# Gentelles
Gentelles je francouzská obec v departementu Somme v regionu Hauts-de-France. V roce 2012 zde žilo 562 obyvatel.

## Sousední obce
Berteaucourt-lès-Thennes, Blangy-Tronville, Boves, Cachy, Domart-sur-la-Luce, Thézy-Glimont

## Vývoj počtu obyvatel
Počet obyvatel